# Gli amanti dell'isola
Gli amanti dell'isola (Le Combat dans l'île) è un film drammatico francese del 1962 diretto da Alain Cavalier.
Ambientato nel contesto della campagna di attentati e omicidi dell'Organisation armée secrète, racconta la storia di un giovane austero, corrotto dal richiamo del terrorismo, e di sua moglie, più empatica, che riscopre in questo percorso sia l'indipendenza che un partner più valido.

## Trama
La trama di Le Combat dans l'île ruota attorno a Clément, figlio riservato di un ricco industriale parigino, che si unisce a un'organizzazione terroristica di estrema destra. Sua moglie Anne, un'ex attrice vivace e popolare, ignora tutto fino a quando non trova un bazooka smontato nella loro camera da letto. Una notte, su ordine di Serge, un associato, Clément usa il bazooka per distruggere l'appartamento di un noto politico socialista. I media riportano che il politico è morto nell'esplosione e Serge, chiamando dall'aeroporto, ordina a Clément di sparire.
Clément si rifugia con Anne in un mulino isolato appartenente a Paul, un vecchio amico di scuola che ora gestisce una tipografia socialista. I media successivamente rivelano che il politico non era nel suo appartamento e che il razzo ha distrutto un manichino. Clément capisce di essere stato tradito da Serge e, deciso a vendicarsi, parte per trovarlo e ucciderlo. Nel frattempo, Anne si avvicina a Paul, che è attratto da lei ma riluttante a sfruttare la situazione. Paul la incoraggia a uscire dalla sua solitudine e a tornare a lavorare come attrice. Con il passare dei mesi e l'assenza di Clément, i due diventano amanti e Anne rimane incinta.
Clément riappare dal Sud America, dove ha trovato e ucciso il suo avversario con l'aiuto di nazisti locali. Con alcuni teppisti di destra, picchia Paul e gli lascia una pistola, dicendo che lo contatterà per risolvere la questione con un duello. Un giorno, al mulino, Clément chiama Paul da un'isola boscosa di fronte, dicendogli di portare la pistola e combattere. Nonostante Anne sia terrorizzata, Paul, grazie alle abilità militari apprese durante la guerra in Algeria, riesce a sconfiggere Clément. Paul e Anne possono finalmente iniziare una nuova vita insieme.

## Accoglienza
Nonostante, al momento dell'uscita, il film sia passato in sordina, ha poi conquistato ampio riconoscimento. Una recente recensione americana osservava:
Il combattimento… prevede un duello a pistole in una palude di campagna. Ci vuole del tempo per manifestarsi, ma l'attesa è ben ripagata… Al suo esordio, Cavalier sta chiaramente cavalcando la cresta iniziale della French new wave – un po’ Jean-Luc Godard, persino un po’ dell’Ascenseur pour l'échafaud di Malle… Tuttavia, il film non è frivolo. Trasuda minaccia e sesso… In molti modi, Le Combat sembra un'anteprima di Jules et Jim di François Truffaut.